# Otos (Murcia)
Otos es una entidad de población española del municipio de Moratalla, en la comunidad autónoma de la Región de Murcia.

## Historia
Hacia comienzos del siglo XX, un caserío perteneciente al término municipal de Moratalla, tenía contabilizada una población de 199 habitantes. En 2022, el núcleo de población tenía empadronados 144 habitantes.